# Фи, Брайан
Брайан Фи (англ. Brian Fee) — американский художник раскадровки, режиссёр и актёр озвучивания, который работает в Pixar. Фи дебютировал в качестве режиссёра в студии с мультфильмом «Тачки 3», третьим фильмом франшизы «Тачки».
Спустя месяц после выхода «Тачек 3» Фи начал разрабатывать новый оригинальный фильм.

## Фильмография

### Кино
| Год  | Название                        | Режиссёр | Сценарист | Художник    | Аниматор              | Разработчик | Другое | Заметки                                                 |
| ---- | ------------------------------- | -------- | --------- | ----------- | --------------------- | ----------- | ------ | ------------------------------------------------------- |
| 2000 | Приключения Рокки и Буллвинкля  | Нет      | Нет       | Нет         | Да                    | Нет         | Нет    |                                                         |
| 2000 | Русалочка 2: Возвращение в море | Нет      | Нет       | Нет         | Нет                   | Реквизит    | Нет    | Direct-to-video                                         |
| 2000 | Царь сновидений                 | Нет      | Нет       | Нет         | Построение персонажей | Нет         | Нет    | Direct-to-video                                         |
| 2006 | Тачки                           | Нет      | Нет       | Раскадровка | Нет                   | Нет         | Да     | Озучивание Al Oft the Lightyear Blimp / Brian Fee Clamp |
| 2007 | Рататуй                         | Нет      | Нет       | Раскадровка | Нет                   | Нет         | Нет    | Additional                                              |
| 2008 | ВАЛЛ-И                          | Нет      | Нет       | Раскадровка | Нет                   | Нет         | Нет    |                                                         |
| 2011 | Тачки 2                         | Нет      | Нет       | Раскадровка | Нет                   | Нет         | Нет    |                                                         |
| 2013 | Университет монстров            | Нет      | Нет       | Раскадровка | Нет                   | Нет         | Нет    |                                                         |
| 2015 | Головоломка                     | Нет      | Нет       | Нет         | Нет                   | Нет         | Да     | Старшая творческая команда Pixar                        |
| 2015 | Хороший динозавр                | Нет      | Нет       | Нет         | Нет                   | Нет         | Да     | Старшая творческая команда Pixar                        |
| 2016 | В поисках Дори                  | Нет      | Нет       | Нет         | Нет                   | Нет         | Да     | Старшая творческая команда Pixar                        |
| 2017 | Тачки 3                         | Да       | Сюжет     | Нет         | Нет                   | Нет         | Да     | Старшая творческая команда Pixar                        |
| 2017 | Тайна Коко                      | Нет      | Нет       | Нет         | Нет                   | Нет         | Да     | Старшая творческая команда Pixar                        |
| 2018 | Суперсемейка 2                  | Нет      | Нет       | Нет         | Нет                   | Нет         | Да     | Старшая творческая команда Pixar                        |
| 2019 | История игрушек 4               | Нет      | Нет       | Нет         | Нет                   | Нет         | Да     | Старшая творческая команда Pixar                        |
| 2020 | Вперёд                          | Нет      | Нет       | Нет         | Нет                   | Нет         | Да     | Старшая творческая команда Pixar                        |
| 2020 | Луша                            | Нет      | Нет       | Нет         | Нет                   | Нет         | Да     | Старшая творческая команда Pixar                        |
| 2021 | Лука                            | Нет      | Нет       | Нет         | Нет                   | Нет         | Да     | Старшая творческая команда Pixar                        |
| 2022 | Я краснею                       | Нет      | Нет       | Нет         | Нет                   | Нет         | Да     | Старшая творческая команда Pixar                        |
| 2022 | Базз Лайтер                     | Нет      | Нет       | Нет         | Нет                   | Нет         | Да     | Старшая творческая команда Pixar                        |
| 2023 | Элементарно                     | Нет      | Нет       | Нет         | Нет                   | Нет         | Да     | Старшая творческая команда Pixar                        |

### Независимое кино
| Год  | Название | Продюсер | Оператор | Другое | Роль                             | Заметки                       |
| ---- | -------- | -------- | -------- | ------ | -------------------------------- | ----------------------------- |
| 2009 | Трейси   | Да       | Да       | Да     | Трейси Кнапп / Альберт Кнапп-мл. | Другое, дополнительная музыка |

### Телевидение
| Год  | Название                                           | Роль                                  |
| ---- | -------------------------------------------------- | ------------------------------------- |
| 1999 | Fractured Fairy Tales: The Phox, the Box & the Lox | Ассистент аниматора                   |
| 2000 | The Indescribable Nth                              | Ассистент аниматора                   |
| 2000 | Harvey Birdman, Attorney at Law                    | Аниматор, помощь; только первая серия |

### Короткометражки
| Год  | Название        | Директор | Художник    | Заметки                          |
| ---- | --------------- | -------- | ----------- | -------------------------------- |
| 2022 | Тачки на дороге | Да       | Раскадровка | Старшая творческая команда Pixar |

### Другое
| Год  | Название | Роль           |
| ---- | -------- | -------------- |
| 2008 | БЕРН·И   | Особое спасибо |